# Comber (Ards y Down Norte)
Comber es una localidad situada en el distrito de Ards y Down Norte, en Irlanda del Norte (Reino Unido). Según el censo de 2011, tiene una población de 9071 habitantes.
Está ubicada al este de Irlanda del Norte, a poca distancia de la costa del mar de Irlanda (océano Atlántico), y al este de Belfast —la capital de Irlanda del Norte—, y de la península de Ards.